# Angeal Hewley

"Abraza tus sueños. Si quieres ser un héroe necesitas tener sueños... y honor."―Angeal Hewley

Angeal Hewley (アンジールヒューレー Anjīru Hyūrē?) es un personaje ficticio de la serie de videojuegos Final Fantasy que hizo su debut en Crisis Core: Final Fantasy VII. Es el hijo de Gillian Hewley , creado por el Dr.  Hollander de Proyecto G. Tiene una edad aproximada de 25 años y es un SOLDADO de 1º Clase y mentor de Zack Fair.

## Personalidad
Angeal es un personaje tranquilo, seguro de sí mismo, muy moral y dedicado, amable, buena persona, es capaz de dar su vida por un amigo. Se enorgullece de ser miembro de SOLDADO, y lo cuida más que casi cualquier otra cosa. Él es el honor, el deber de proteger a tanta gente como pueda, y casi nada puede interponerse entre él y su honor y orgullo.  Tiene un fuerte concepto de los sueños y el honor, y ve la Buster Sword como un símbolo de sus sueños y su honor, por lo tanto, piensa que los daños de la Espada Mortal supondrían un daño a su propio honor, por lo que se abstiene de usarla tanto como sea posible. Él también se destaca por tener un sutil sentido del humor llamando, a veces; cachorro, a Zack.  
Como luego se revela por Lazard después de su transformación, Angeal tenía un sentido más fuerte de la justicia de lo que jamás da a entender: Quería ayudar a todo el planeta, para salvar al mundo de los monstruos como el que él había creído llegar a ser. 
También es un miembro muy influyente de SOLDADO. Muchos miembros de los cuerpos lo miran a él como un mentor e ídolo, el SOLDADO ideal. Él es considerado por muchos incluso como el líder espiritual de SOLDADO. Su influencia se transmite a Zack, que retoma su papel como mentor de los reclutas. 
Cuando se entera del proceso mediante el cual fue creado, él se ve a sí mismo con resentimiento, sintiéndose un verdadero monstruo, indigno de sueños u honor. Se exilia de SOLDADO debido a este hecho, y con frecuencia hace referencias a su odio hacia sí mismo, aunque todavía se considera un soldado en el corazón.

## Apariencia
Angeal es un hombre muy alto, con músculos grandes y tez blanco mate. Tiene el pelo negro peinado hacia atrás con excepción de dos explosiones de pelo (uno a cada lado), en un estilo similar a la de su madre Gillian. Angeal usa el uniforme estándar de SOLDADO de primera clase y lleva una espada SOLDADO estándar, junto con su Buster Sword, que sólo utiliza en ocasiones especiales. Más tarde en el juego, a Angeal le crecen dos alas blancas (una de las alas grande en la parte superior y una pequeña debajo).

## Historia

### Infancia
Antes de los acontecimientos de Crisis Core, Gillian Hewley trabajó con el Dr. Hollander en el experimento de su tocayo, el Proyecto de Gillian, que era una rama del Proyecto Jénova para crear un Cetra (humano-híbridos). Gillian fue inyectada con células de Jénova (Hollander quien pensaba que era una Cetra) y sus células se inyectaron más adelante en otros temas de prueba. El resultado de esto fue Angeal, que nació en Banora, junto a su fiel amigo Genesis Rhapsodos, que también era un sujeto de prueba en el Proyecto G. Cuando era joven se dedicaba a robar bobozanas de los árboles de otra gente, en cambio del árbol de Genesis nunca robó ya que aun siendo pequeño tenía Honor. Su familia era pobre en comparación con la de Genesis Rhapsodos, el hijo del propietario del pueblo, que también era un sujeto de prueba en el Proyecto G. Ellos crecieron juntos y se convirtieron en grandes amigos.

### Crisis Core
Angeal aparece al principio de la base de la crisis durante un intento de recuperar un tren de Shinra en Midgar que se ha tomado en control de las tropas de Wutai que están vestidos con uniformes de Shinra MP. Tanto él como Zack Fair, un SOLDADO de 2 ª clase, están sobre el tren en movimiento, y él le dice a Zack que tenga cuidado antes de que Zack le permitiera recuperar el tren por él mismo. Más tarde Zack recibe una llamada de Angeal en su celular después de que el tren se detuviese en la estación de tren, donde comienza Crisis Core. Angeal le dice a Zack que se trataba de tropas de Wutai con uniformes e identificaciones falsas, y también le dice que tenga cuidado con cualquier otro intruso. Zack se mueve hacia adelante a través de la estación de tren y no puede ver a Angeal, si no hasta que Sephiroth hace un corte con su espada derribando dos pisos de la estación. Este parece a punto de atacar a Zack Fair y Angeal lo detiene, rompiendo la espada de Zack. Angeal mira a Sephiroth, saca su celular y se desplaza hacia abajo y selecciona la opción "Cancelar Misión". De repente, la imagen de la estación de tren, Midgar, y Sephiroth se desvanecen pieza por pieza y se revela de haber sido un ejercicio de entrenamiento.
Zack se queja de que acababa de empezar. Angeal no dice nada, entregando a su compañero decepcionado la espada rota de nuevo, y camina hacia la salida de la Sala de Entrenamiento. Se detiene e inclina la cabeza hacia Zack, Angeal le da unas palabras de sabiduría: abraza tus sueños, el orgullo y el honor. Sale de la habitación, dejando a Zack Fair descontento y confuso.

### Muerte
Angeal se presenta por última vez en Modeoheim en el tercer piso de la casa de baños públicos Modeoheim en una habitación después de haber sido informado por Tseng que fue el quien noqueó a Cloud y él mismo. Hewley le dice a Zack que debería haber sido él quien luchó Génesis, pero que tenía la intención de preparar a Zack para su próxima pelea. Después de que Zack Angeal le dice a dejar de atacar, le pide a Zack si alguien lo está esperando, posiblemente dando a entender que había alguna manera se enteró de Aeris y la relación de Zack Fair con ella. De pronto el doctor Hollander entra en la habitación, y le dice a Angeal que ahora es el momento de tomarse la revancha por su familia, pero Angeal responde diciendo que su padre ha muerto. Hollander luego le dice a continuación que tome venganza en nombre de su madre, pero Angeal le dice que su madre estaba tan avergonzada de su pasado que le quitó la vida. Dr. Hollander cuestiona esto, a continuación, afirma que incluso usó su propio nombre para el nombre código del proyecto: Proyecto G, también conocido como Proyecto Gillian. Él explica que las células de Jénova se inyectaron en Gillian. Entonces las células Jenova_Gillian fueron entonces inyectadas directamente en el feto conocido como Génesis. Pero Génesis fue un fracaso, y ella admitió que él nunca aceptaría algo así. Sin embargo, Angeal recibió sus células directamente, y el quedó perfecto. 
Angeal vuelve con Zack, y le explica que él mismo no es más que un monstruo perfecto, y para él, es posible pasar sus rasgos y habilidades a otras personas. Interrumpe Hollander añadiendo que Angeal ha desarrollado un conducto de dos vías, lo que significa que ha recibido de Jénova la capacidad para absorber otros rasgos de las criaturas e implantar los propios en monstruos. 
Zack escucha las últimas palabras de Angeal. Este le pregunté si se acordaba de su promesa, que iban a luchar contra todo lo que causa sufrimiento en el mundo. Él responde que lo si, pero que Angeal no causa sufrimiento. Angeal Hewley le dice que ha causado su propio sufrimiento, convocando a varios clones diferentes de Angeal que caen desde lo alto. Aunque el Dr. Hollander le grita para se detenga, advirtiéndole que no puede asimilar a las criaturas a la vez, Angeal empuja con fuerza a Hollander lejos como los monstruos que él utiliza para convertirse a sí mismo en una quimera compuesta de ellos: Angeal Penitencia. Zack está confundido, pero cuando el monstruo extiende su tridente y araña la cara Zack dejando un corte(que más tarde sería una cicatriz en forma de X). Zack Fair se da cuenta de que no tiene más remedio que luchar. Pasa a través de una de las batallas más duras de su vida, tanto mental como físicamente. Pero de alguna manera lo hace y derrota a Angeal. 
Derrotado, Angeal agoniza y le dice a Zack sus últimas palabras. Él le dice que lo hizo bien, y que está contando con él para hacer el resto. Le entrega su Buster Sword a Zack Fair, y le dice que es suya ahora. Su vida termina con las palabras: "Protege tu honor, siempre."

## Arma
Es el dueño original de la Espada Mortal (Buster Sword). Tras una serie de incidentes, Zack se ve obligado a derrotarlo, y antes de morir, le entrega su espada, que posteriormente Zack Fair entregará a Cloud Strife, también en el momento de su muerte.

## Etimología
El nombre de Angeal es más probable deriva de la palabra "ángel", empatando en sus alas blancas. Hewley se deriva de la palabra griega "hyle", que se traduce como " materia" en latín. 